# きうちかずひろ
きうち かずひろ（1960年9月14日 - ）は、日本の漫画家、漫画原作者、映画監督、脚本家。本名である木内 一裕名義で小説家としても活動。

## 人物
福岡県福岡市南区出身。血液型B型。兄は漫画原作者の木内一雅。父親はSFマニア・ガンマニアで、幼少の頃から、兄弟でSF小説に読みふけっていた。福岡市立高宮中学校、福岡大学附属大濠高等学校を経て、東京デザイナー学院九州校卒業。
1983年、不良の高校生たちをテーマにした『BE-BOP-HIGHSCHOOL』で漫画家デビュー。『ビーバップ』は以後20年続く人気連載となり、不良漫画の代表的な作品の一つに数えられている。
1991年より映像にも手を広げ、『CARLOS/カルロス』『鉄と鉛』『共犯者』などを監督。
2003年以降は木内一裕名義による小説家としての活動が中心になる。

## 漫画

### 主な作品
- 1983年-2003年 『BE-BOP-HIGHSCHOOL』（週刊ヤングマガジン、講談社）
- 1996年-1997年 『サル番長』（ヤングマガジン海賊版、講談社）
- 1998年-1999年 『MI-4』（ヤングマガジンアッパーズ、講談社）

### 漫画原作
- 1992年-1994年 『こども極道ボンガドン』全3巻（作画：ナカドリトオル、ヤングマガジン海賊版）
- 2004年 『Pay off』（作画：むとうひろし、週刊ヤングマガジン）
- 2005年 『ヘヴン!』全3巻（作画：小松大幹、週刊ヤングマガジン）
- 2008年-『喧嘩猿』（作画：たなか亜希夫、イブニング、講談社）

### 映像化
映画（東映）
- 1985年 『ビー・バップ・ハイスクール』
- 1986年 『ビー・バップ・ハイスクール 高校与太郎哀歌』
- 1987年 『ビー・バップ・ハイスクール 高校与太郎行進曲』
- 1987年 『ビー・バップ・ハイスクール 高校与太郎狂騒曲』
- 1988年 『ビー・バップ・ハイスクール 高校与太郎音頭』
- 1988年 『ビー・バップ・ハイスクール 高校与太郎完結篇』
- 1994年 『BE-BOP-HIGHSCHOOL』

テレビドラマ（TBS・水曜プレミアム）
- 2004年 『ビー・バップ・ハイスクール』（スペシャルドラマ第1弾）
- 2005年 『ビー・バップ・ハイスクール』（スペシャルドラマ第2弾）

Vシネマ（東映ビデオ）
- 1996年-1997年 『BE-BOP-HIGHSCHOOL』第1期（全12巻）
- 1997年-1998年 『BE-BOP-HIGHSCHOOL』第2期（全4巻）

### アニメ化
アニメ（東映動画／東映アニメーション）
- 1990年-1998年 『BE-BOP-HIGHSCHOOL』（全7巻）
きうち本人が他校の不良生徒の声を担当している。

### その他
パロディ漫画（講談社・別冊ヤングマガジン）
- 1989年-1995年 『ビー・バップ海賊版』（まんひるめめおか作）
作者のまんひるめめおかは、きうちかずひろのアシスタント。
当作品はOVAでも1991年から1993年に3巻発売される。

### ゲーム
- 1988年 『ビー・バップ・ハイスクール 高校生極楽伝説』（データイースト・ファミコンソフト）
- 2011年 『BE-BOP-HIGHSCHOOL』（KONAMIより配信。Mobageプラットフォーム）

### パチンコ
- 2004年 『CR BE-BOP』（サンセイ R&D）
- 2014年 『CR BE-BOP〜壇蜜与太郎仙歌〜』（サンセイ R&D）

## 映画

### 監督作品
- 1991年 『カルロス』（東映Vシネマ）
［竹中直人/チャック・ウィルソン 他］
- 1994年 『BE-BOP-HIGHSCHOOL』 （東映）
［岸本祐二/庄司哲郎］
- 1996年 『JOKER』（東映Vシネマ）
［宮崎光倫/白島靖代 他］ 監督・脚本を担当
- 1997年 『鉄と鉛』（東映）
［渡瀬恒彦/成瀬正孝 他］ 脚本・監督を担当
- 1999年 『共犯者』（東映）
［竹中直人/小泉今日子 他］ 脚本・監督を担当
- 2003年 『Pay Off』（オムニバスビデオ『KILLERS キラーズ』の中の1作）
［酒井伸泰/ハント・ケーシ 他］ 脚本・監督・撮影・編集を担当
- 2018年 『アウト&アウト』（東映ビデオ）
［遠藤憲一/要潤 他］ 原作・脚本・監督を担当

### 出演
- 2006年 『立喰師列伝』(押井守監督作品)

### 作詞
- 1988年『ビーバップ・シンドローム』（『高校与太郎行進曲』主題歌）
［作曲：都志見隆／唄：ビーバップ少年少女合唱団］

## 小説

### 出版物
- 2004年 『藁の楯』（講談社・書下ろし）
単行本 ISBN 978-4-06-212640-3・文庫版 ISBN 978-4-06-275846-8
- 2007年 『水の中の犬』（講談社・小説現代連載作品）
単行本 ISBN 978-4-06-214299-1・文庫版 ISBN 978-4-06-276740-8
- 2009年 『アウト＆アウト』（講談社・講談社書下ろし100冊）
単行本 ISBN 978-4-06-215666-0・文庫版 ISBN 978-4-06-277011-8
- 2010年 『キッド』（講談社・書下ろし）
単行本 ISBN 978-4-06-216489-4・文庫版 ISBN 978-4-06-277360-7
- 2011年 『デッドボール』（講談社・書下ろし）
単行本 ISBN 978-4-06-217284-4・文庫版 ISBN 978-4-06-277539-7
- 2012年 『神様の贈り物』（講談社・書下ろし）
単行本 ISBN 978-4-06-217882-2・文庫版 ISBN 978-4-06-277855-8
- 2013年 『喧嘩猿』（講談社・書下ろし）
単行本 ISBN 978-4-06-218435-9・文庫版 ISBN 978-4-06-293129-8
- 2014年 『バードドッグ』（講談社・書下ろし）
単行本 ISBN 978-4-06-219048-0・文庫版 ISBN 978-4-06-293522-7
- 2015年 『不愉快犯』（講談社・書下ろし）
単行本 ISBN 978-4-06-219612-3・文庫版 ISBN 978-4-06-293743-6
- 2016年 『嘘ですけど、なにか？』（講談社・書下ろし）
単行本 ISBN 978-4-06-220216-9・文庫版 ISBN 978-4-06-513287-6
- 2018年 『ドッグレース』（講談社・書下ろし）
単行本 ISBN 978-4-06-512500-7・文庫版 ISBN 978-4-06-521644-6
- 2019年 『飛べないカラス』（講談社）
単行本 ISBN 978-4-06-512500-7・文庫版 ISBN 978-4-06-525685-5
- 2020年 『小麦の法廷』（講談社）
単行本 ISBN 978-4-06-521530-2・文庫版 ISBN 978-4-06-529586-1
- 2021年 『ブラックガード』（講談社）
単行本 ISBN 978-4-06-525689-3
- 2022年 『バッド・コップ・スクワッド』（講談社）
単行本 ISBN 978-4-06-529594-6

### 国外翻訳版
- 2013年 『A Dog in Water』（英語）
ISBN 1939130034 / ISBN 978-1939130037
- 2015年 『小子/KID』（中国語）
ISBN 978-7532155293
- 2016年 『Shield of Straw』（英語）
ISBN 194122055X / ISBN 978-1941220559

### 映画化
- 『藁の楯』（2013年4月26日公開）
（監督：三池崇史、主演：大沢たかお/松嶋菜々子、配給：ワーナー・ブラザース映画）
- 『(仮)Shield of Straw』（ハリウッド版『藁の楯』2017年秋公開予定）

### エピソード
- 1997年に自ら脚本・監督を務めた映画『鉄と鉛』（東映、渡瀬恒彦主演）に前段・後段を加え、3話構成で小説にしたのが『水の中の犬』である。

## 舞台

### 原案提供
- 2010年『河童の茶の間』テアトルBONBON
（主演：成瀬正孝）

### 作・演出
- 2013年『悪党どもが多すぎる』笹塚ファクトリー
（主演：成瀬正孝、企画製作：ロア・プロダクション、制作：ステージドア）

### 作
- 2022年『悪党どもが多すぎる』大阪市立芸術創造館
（劇団Ｍ's-Ｇ第7回公演、制作：Ｍ's-Ｇ）
- 2022年『寛永浪俠伝』大阪市立芸術創造館
（劇団Ｍ's-Ｇ第8回公演、制作：Ｍ's-Ｇ）
- 2023年『又五郎の首』大阪市立芸術創造館
（劇団Ｍ's-Ｇ第10回公演、制作：Ｍ's-Ｇ）

### 企画
- 2023年『限界集落ロケ現場殺人事件』大阪市立芸術創造館
（劇団Ｍ's-Ｇ第9回公演、作：寺田幸弘、制作：Ｍ's-Ｇ）

## 受賞歴
- 『狂犬ブギ』で少年ジェッツ第1回新人まんが賞佳作入選。
- 1983年 『BE-BOP-HIGHSCHOOL』で第8回ちばてつや賞優秀新人賞を受賞。
- 1988年 『BE-BOP-HIGHSCHOOL』で第12回講談社漫画賞一般部門を受賞。